# Lotto (företag)
Lotto, italiensk tillverkare av sportkläder och sportskor.
Lotto grundades 1973 och började med tillverkning av tennisskor. Under de första 10 åren koncentrerade man sig på den italienska hemmamarknaden. Allteftersom började man satsa på lanseringar utomlands. Under 1980-talet kontrakterade man stjärnor som Ruud Gullit och kunde etablera sig som fotbollsskotillverkare internationellt.